# 福岡県道502号玄海田島福間線
福岡県道502号玄海田島福間線（ふくおかけんどう502ごう げんかいたしまふくません）は、福岡県宗像市から福津市に至る一般県道である。

## 概要
宗像市上八（こうじょう）から福津市中央6丁目に至る。福岡県道69号宗像玄海線と重複する区間に宗像大社がある。

### 路線データ
- 起点：福岡県宗像市上八（福岡県道300号岡垣玄海線交点）
- 終点：福岡県福津市中央6丁目（福岡県道30号飯塚福間線交点）

## 歴史
- 2022年（令和4年）4月1日 - 福岡県告示第326号により、福岡県道30号飯塚福間線のバイパスと並行する旧道の県道指定が解除されたことにともない、終点が大和町交差点から福津市中央6丁目に延伸される[1]。

## 路線状況

### 重複区間
- 福岡県道75号若宮玄海線（宗像市田野・瀬戸交差点 - 宗像市田野・高向交差点）
- 福岡県道69号宗像玄海線（宗像市深田・宗像大社前交差点 - 宗像市田島）
- 国道495号（福津市勝浦・桂区交差点 - 福津市勝浦・練原交差点）
- 福岡県道528号勝浦宗像線（福津市勝浦・練原交差点 - 福津市勝浦）

### 道路施設

#### 橋梁
- 門前川橋（門前川、宗像市）
- 高向橋（牟田川、宗像市）
- 吉田橋（樽見川、宗像市）
- 川端橋（釣川、宗像市）
- 第二塩浜橋（黒石川、福津市）
- 塩浜橋（黒石川、福津市）

## 地理

### 通過する自治体
- 宗像市
- 福津市

### 交差する道路
| 交差する道路                                                | 市町村名 | 交差する場所       | 交差する場所            |
| ----------------------------------------------------------- | -------- | ------------------ | ----------------------- |
| 福岡県道300号岡垣玄海線                                     | 宗像市   | 上八（こうじょう） | ラウンドアバウト / 起点 |
| 国道495号 福岡県道75号若宮玄海線 重複区間起点               | 宗像市   | 田野               | 瀬戸交差点              |
| 福岡県道75号若宮玄海線 重複区間起点                         | 宗像市   | 田野               | 高向交差点              |
| 福岡県道69号宗像玄海線 重複区間起点                         | 宗像市   | 深田               | 宗像大社前交差点        |
| 福岡県道69号宗像玄海線 重複区間終点                         | 宗像市   | 田島               |                         |
| 国道495号 重複区間起点                                      | 福津市   | 勝浦               | 桂区交差点              |
| 国道495号 重複区間終点 福岡県道528号勝浦宗像線 重複区間起点 | 福津市   | 勝浦               | 練原交差点              |
| 福岡県道528号勝浦宗像線 重複区間終点                        | 福津市   | 勝浦               |                         |
| 国道495号                                                   | 福津市   | 津屋崎6丁目        | 宮ノ元交差点            |
| 福岡県道532号宮司手光線                                     | 福津市   | 宮司1丁目          | 道辻参道口交差点        |
| 福岡県道97号福間宗像玄海線                                  | 福津市   | 中央5丁目          | 太郎丸交差点            |
| 福岡県道30号飯塚福間線                                      | 福津市   | 中央6丁目          | 終点                    |

### 沿線
- 宗像市立玄海東小学校
- 宗像大社前郵便局
- 宗像大社
- 福津市立津屋崎中学校
- 宮地嶽神社
- JR九州鹿児島本線 福間駅